# Louisa Revell
Pour les articles homonymes, voir Revell.
Louisa Revell est le pseudonyme sous lequel Ellen Hart Smith, historienne et biographe américaine morte en 1985, a publié des romans policiers.

## Biographie
Ellen Hart  Smith est l’auteur de biographies historiques, notamment celle de Charles Carroll de Carrollton, le seul catholique signataire de la déclaration d’indépendance américaine.
Entre 1949 et 1960, elle publie sous le pseudonyme de Louisa Revell une série policière ayant pour détective amateur Miss Julia Tyler, un professeur de latin à la retraite. Dans À l’arrêt de l’autobus (1949), le premier titre de la série, Miss Tyler vient en aide au lieutenant-détective Ben Kramer pour élucider le mystère d’une femme assassinée dans un autobus à l’aide d’une aiguille à tricoter qu’on lui a planté dans le cœur.

## Œuvre

### Romans policiers

#### SérieMiss Julia Tyler
- The Bus Station Murders (1949) Publié en français sous le titre À l’arrêt de l’autobus, Paris, Librairie des Champs-Élysées, Le Masque no 373, 1949 ; réédition, Paris, Librairie des Champs-Élysées, Le Club des Masques no 177, 1973
- A Silver Spade (1950)
- The Kindest Use a Knife (1953)
- The Men with Three Eyes (1955)
- See Rome and Die (1958)
- A Party for the Shooting (1960)

### Biographies signées Ellen Hart Smith
- Charles Carroll of Carrollton (1942)
- Sweeting Up the Lettuce: Virginia Eggertsen Sorensen (1963)